# Edward Whitaker Gray
Pour les articles homonymes, voir Gray.
Edward Whitaker Gray (21 mars 1748 – 27 décembre 1806), est un botaniste anglais et le secrétaire de la Royal Society, et l'oncle de Samuel Frederick Gray, auteur de La Pratique de Chimiste.

## Biographie
Tout en fréquentant le Collège royal de médecine, il assume les fonctions de bibliothécaire. Il devient un licencié en 1773. Il obtient le diplôme M. D., et, finalement, est affecté en tant que gardien du département d'Histoire naturelle et d'antiquités du British Museum, qui se compose de la collection achetée à de Sir Hans Sloane lors de son passage en 1753. Il occupe cette place de 1778 jusqu'à sa mort. Au cours de son mandat, il réorganise les collections d'histoire naturelle, employant le système Linnæan,. George Kearsley Shaw reprend ses fonctions en tant que gardien en 1807 après l'avoir assisté depuis 1791.
Concernant la Zoologie, son Catalogue de Coques pour le British Museum (1791) reflète le mieux son travail en tant que malacologiste.
Il présente les deux plantes, Hexandria monogynia, originaire du Brésil, et Hexandria monogynia, originaire du Portugal, expédiées à partir de Porto, et cataloguées (1777) dans les jardins Botaniques Royaux de Kew. Il a été l'un des premiers associés de la Société Linnéenne en 1788.
En 1785 et 1786, il donne des conférences Croonian sur des sujets liés à la réponse musculaire, et en 1789, il contribue Observations sur la ... Amphibia pour les philosophical Transactions de la Royal Society, dont il est membre (élu en février 1779). Le jour de la Saint André, en 1797, il en est devenu le secrétaire junior. Son successeur à ce poste de secrétariat, en 1807, est Sir Humphry Davy, futur mentor de Michael Faraday.
Il est mort au British Museum, le 27 décembre 1806.

### Famille
Il épouse Elizabeth Bearsley le 6 juin 1775 à Porto, Portugal, avec qui il a trois enfants. Ses deux filles, Juliana et Elizabeth, sont toutes deux baptisées au Portugal. La jeune fille se marie en 1808 à Taylor Combe, qui a par la suite assume le rôle de secrétaire junior de la Royal Society . Son fils, Francis Edward Gray est mort le 3 janvier 1814 à Porto, à l'âge de 29 ans,,.

## Catalogues
- Catalogue des plantes que l'on trouve dans le quartier de Newbury (publié par Hall & Marsh 1839).
- Catalogue des coquilles légué au Musée Britannique par le Rév. Clayton Mordaunt Cracherode, A. M. (publié en 1801).